# Ingela Gathenhielm
Ingela Olofsdotter Gathenhielm née Hammar (11 septembre 1692 – 29 avril 1729), est une armatrice et pirate suédoise au service du roi Charles XII de Suède pendant la Grande guerre du Nord.

## Biographie
Ingela Olofsdotter Hammar naît à Onsala, le 11 septembre 1692, la fille de l'armateur Olof Hammar et de Gunilla Mårtensdotter. En 1711, elle épouse Lars Gathenhielm et le couple s'installe à Göteborg. Seuls deux de leurs cinq enfants, Anders (1714–1768) et Lars, atteignent l'âge adulte.
Ils viennent tous deux de familles actives dans la piraterie. En 1710, Lars Gathenhielm avait obtenu l'autorisation royale d'attaquer et de piller les navires de toutes les nations appartenant à l'ennemi de la Suède pendant la Grande guerre du Nord. Apparemment, dans la pratique, il attaque également illégalement des navires de pays non ennemis. Le butin est vendu à Dunkerque dans le nord de la France. Lars fait fortune. Il est intronisé à la guilde de la ville de Göteborg en 1715 et anobli, aux côtés de son frère Christian, pour services rendus à la couronne.
Ingela Gathenhielm est très impliquée dans les voyages en mer de Lars en tant que partenaire commerciale, conseillère et cerveau de nombre de ses affaires. Elle est également pirate elle-même, ce qui n'est pas inhabituel dans la Suède du XVIIIe siècle, où les femmes mariées collaborent aux affaires de leur époux. À la mort de Lars en 1718, Ingela hérite de son permis royal de corsaire et continue à gérer la flotte.

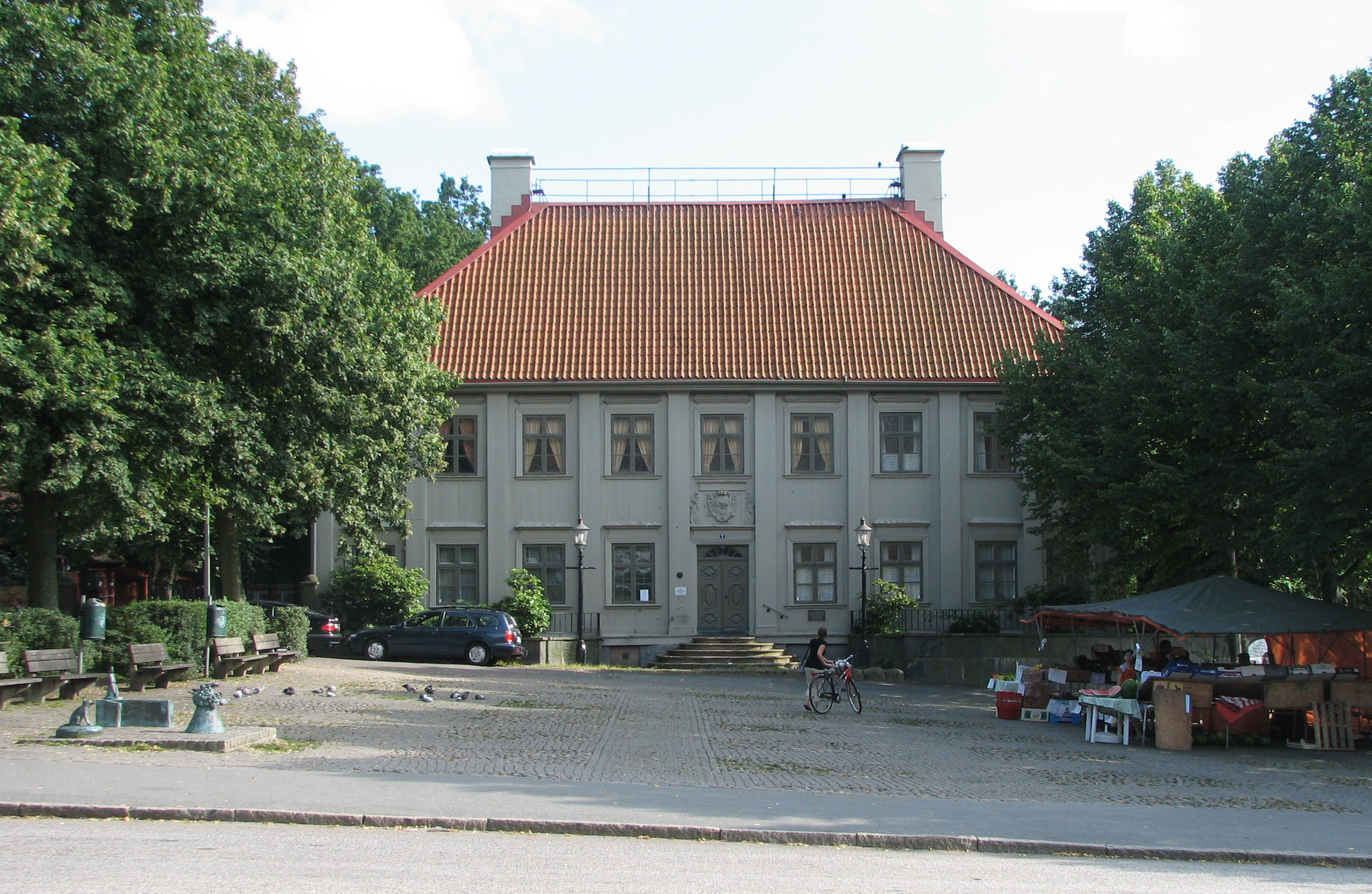
Gathenhielmska huset, où vécut Ingela Gathenhielm après la mort de son premier époux (1718).

Ingela s'occupe également avec succès de plusieurs commerces à Göteborg. Après avoir hérité de la fabrique de cordes, à Gamla Varvet, de son époux, elle fait croitre et diversifie ses activités dans des domaines variés comme la boulangerie, la forge, la distillerie et la fabrique de voiles. Cependant, la rivalité entre les bourgeois de Göteborg, entre l'ancienne et la nouvelle noblesse, entre les besoins des militaires et des civils, conduit la Couronne à confisquer ses activités en 1720. Ingela n'est alors autorisée qu'à conserver la corderie. Ce commerce est en plein essor et un grand nombre de navires de la ville sont équipés de ses cordages.
Le permis de piratage lui est retiré après les traités de paix avec le Danemark (1720) et avec la Russie (1721). Ingela intente alors plusieurs longues poursuites contre la Couronne pour obtenir une compensation monétaire pour les frais qu'elle engagés en tant que corsaire au service du pays. En 1722, elle épouse le lieutenant-colonel Isak Browald avec qui elle a quatre enfants, dont deux atteignent l'âge adulte. De ses litiges avec la Couronne, elle obtient une sorte de statut militaire qu'elle conserve jusqu'à sa mort et qui est hérité par son deuxième époux.
Ingela meurt en 1729. Elle est enterrée auprès de son premier époux dans la tombe familiale des Gathenhielm à Onsala. Une rue de Göteborg porte son nom.